# Liste der Kulturdenkmäler in Gehlweiler
In der Liste der Kulturdenkmäler in Gehlweiler sind alle Kulturdenkmäler der rheinland-pfälzischen Ortsgemeinde Gehlweiler aufgeführt. Grundlage ist die Denkmalliste des Landes Rheinland-Pfalz (Stand: 27. Oktober 2023).

## Einzeldenkmäler
| Bezeichnung       | Lage                                        | Baujahr                  | Beschreibung | Bild            |
| ----------------- | ------------------------------------------- | ------------------------ | --- | --------------- |
| Brücke            | Hauptstraße, am westlichen Ortseingang Lage | 17. oder 18. Jahrhundert | dreibogige Brücke über den Simmerbach, 17. oder 18. Jahrhundert | Fotos hochladen |
| Zehnthaus         | Hauptstraße 16 Lage                         | 1769                     | ehemaliges Zehnthaus; Fachwerkhaus, teilweise massiv, eternitverschiefert, Krüppelwalmdach, bezeichnet 1769 und 1869, Fachwerkscheune                                  | Fotos hochladen |
| Hofanlage         | Hauptstraße 26 Lage                         | 1821                     | Hofanlage; Krüppelwalmdachbau, Fachwerk verputzt, 1821, Fachwerkökonomietrakte, 19. Jahrhundert; Fachwerk-Schmiede, sogenannte „Schmiede Simon“ in der Heimat-Trilogie | Fotos hochladen |
| Haus an der Brück | Hauptstraße 43 Lage                         | 18. oder 19. Jahrhundert | Fachwerkhaus, 18. oder 19. Jahrhundert; Drehort von Die andere Heimat – Chronik einer Sehnsucht                                                                        | Fotos hochladen |
| Backhaus          | Hauptstraße, neben Nr. 46 Lage              | 17. oder 18. Jahrhundert | ehemaliges Backhaus; eingeschossiger Fachwerkbau mit Glockendachreiter, 17. oder 18. Jahrhundert                                                                       | Fotos hochladen |
| Franzenmühle      | nördlich des Ortes Lage                     | 1822                     | Fachwerkhaus, teilweise verschiefert, Krüppelwalmdach, bezeichnet 1822, Fachwerkschuppen; bauliche Gesamtanlage mit Mühlgraben                                         | Fotos hochladen |